# Helena Roerich

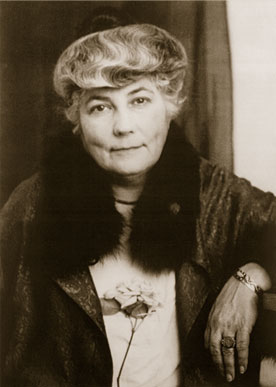
Helena Roerich

Helena Roerich (eigentlich Jelena Iwanowna Roerich, geborene Schaposchnikowa, russisch Елена Ивановна Рёрих bzw. Шапошникова; * 31. Januarjul. / 12. Februar 1879greg. in Sankt Petersburg; † 5. Oktober 1955 in Kalimpong, Indien) war eine russische Autorin spiritueller Schriften, die auf Russisch und Englisch publizierte, und mit ihrem Ehemann Begründerin der esoterischen Lehre des Agni Yoga.

## Leben
Helena Roerich war eine Urenkelin des Feldmarschalls Michail Kutusow und die Nichte des Komponisten Modest Mussorgski. Sie galt als gebildet in Kunst, Geschichte, Musik, Philosophie und Religion.
Sie heiratete am 28. Oktober 1901 den russischen Künstler, Wissenschaftler und Asienexperten Nicholas Roerich und hatte zwei Söhne mit ihm. Ihr ältester Sohn Juri (1902–1960) wurde Asienkundler, der jüngere Sohn Svetoslav (1904–1993) Maler. Das Ehepaar interessierte sich für hinduistische und buddhistische Philosophie sowie die Werke von Mystikern verschiedener Religionen. Eine 1916 geplante Reise nach Indien und Tibet konnten sie jedoch nicht verwirklichen. Nach der Oktoberrevolution emigrierten sie nach London, wo sie 1920 der von Helena Blavatsky gegründeten Theosophischen Gesellschaft beitraten. 1924 nahmen die an einer Asien-Expedition teil und reisten bis 1928 durch Indien, die Mongolei, China und Tibet. 1928 richtete sich die Familie in Indien, im Kullu-Tal, einen ständigen Wohnsitz ein.
Helena Roerich übersetzte Helena Blavatskys Buch Die Geheimlehre ins Russische. Später trat sie zum Buddhismus über und schrieb das Werk Foundations of Buddhism (1926). Sie erhielt nach eigenen Ausführungen schon ab 1920 in London von ihrem theosophischen Lehrer Morya und später auch von Adepten, die sie als „Mahatmas“ (Sanskrit: große Seelen) bezeichnete, mediale Eingebungen und Botschaften, nach denen sie 14 Bücher des Agni Yoga verfasste, eine theosophisch orientierte Lehre, die sich auf den Hinduismus bezieht, und die Helena Roerich und ihr Ehemann begründeten und verkündeten. Die „neue Lehre“, wie Helena Roerich sagte, führe „die Welt auf einen menschlicheren Weg“ und vervollständige „Blavatskys Geheimlehre“. Das Ziel der Roerichs war, eine spirituelle Revolution auszulösen mit Hauptsitz in den Bergen Zentralasiens, wo andere mit der modernen Welt Unzufriedene ihren Lehren folgen.
Zu dieser Zeit entstanden weitere Ableger der Theosophie, wie die Arkanschule von Alice Bailey und die anthroposophische Lehre von Rudolf Steiner, die sich Mitte des 20. Jahrhunderts kaum voneinander unterschieden.

## Werke
- Blätter des Gartens Morya, 1924. (Der Ruf).
- Blätter des Gartens M., 1925. (Erleuchtung).
- Gemeinschaft, 1926.
- Agni Yoga, 1929.
- Unbegrenztheit I, 1930.
- Unbegrenztheit II, 1930.
- Hierarchie, 1931.
- Herz, 1932.
- Feurige Welt I, 1933.
- Feurige Welt II, 1934.
- Feurige Welt III, 1935.
- Aum, 1936.
- Bruderschaft, 1937.
- Überirdisches, 1938.
- Briefe von Helena Roerich. Band 1, 1929 – 1935.
- Briefe von Helena Roerich. Band 2, 1935 – 1939.
- Kryptogramme des Orients von Josephine Saint-Hilaire (Pseudonym von H.I.Roerich).
- Grundlagen des Buddhismus.
- Das Banner des Heiligen Sergius von Radonega.